# Peter Patterson

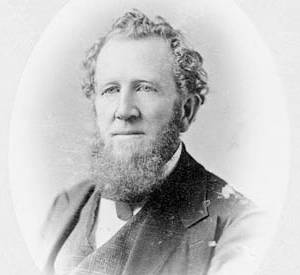
Peter Patterson
Source: Library and Archives Canada

Peter Patterson (* 10. April 1825 in Londonderry; † 1904) war ein Geschäftsmann und Politiker in Ontario. Er repräsentierte den Bezirk York West in der Legislativversammlung von Ontario von 1871 bis 1883.

## Leben
Peter Patterson wurde 1825 in Londonderry (New Hampshire) geboren und kam 1849 nach Canada West (Provinz Kanada). Er und seine Brüder, die gemeinsam als Patterson Brothers wirkten, bauten einen Handwerksbetrieb für Landwirtschaftswerkzeuge im Gebiet von Richmond Hill auf. Außerdem betrieben sie einen Laden für Schmiedewerkzeug, eine Sägemühle, eine Wassermühlen und eine Gießerei. Die Firma baute Wohnbezirke für ihre Arbeiter, eine Schule und eine Kirche in der Nähe der Produktionsstätten auf. Peter Patterson wirkte als Vogt in Vaughan Township von 1868 bis 1873 und von 1871 bis 1883 wurde er in das Parlament von Ontario gewählt. 1886 zog die Firma um nach Woodstock, um näher an der Bahnstrecke zu sein und somit Transportkosten zu sparen. 1891 wurde sie von Massey-Harris übernommen.